# Вольф 1061
Вольф 1061 (V2306 Змієносця, Gliese 628) — зоря в сузір'ї Змієносця. Є однією з найближчих до нас зір, у якої виявлено планетну систему, при цьому одна з планет вважається потенційно придатною до життя.

## Характеристики
Вольф 1061 — холодний червоний карлик, що має масу близько 26% маси Сонця. Він перебуває на відстані 13,3 світлових років від Сонця. Виглядає як тьмяна зоря 10-ї величини, не видима неозброєним оком; Вольф 1061 є змінною зорею, що належить до типу BY Дракона.

## Планетна система
Всього у зорі Вольф 1061 виявлено три планети: b, c і d з періодами обертання 4.9, 17.9 і 67.2 земних днів відповідно. Перша планета (Вольф 1061 b) за масою порівнянна з Землею (1.4 маси нашої планети) і розташована дуже близько до зорі. Третя (Вольф 1061 d) перебуває у дальній межі жилої зони і масивніша Землі в 5,2 рази
.
Вольф 1061 c або WL 1061 c — друга планета від зорі, і вона має орбітальний період 17,9 земних дні. 
Вона класифікується як суперземля і масивніша за Землю у 4,3 рази; визнається планетою з умовами, що дозволяють підтримувати на ній життя, кам'янистою поверхнею і, можливо, рідкою водою. 
Враховуючи те, що WL 1061c перебуває в зоні, придатній до життя і, за астрономічними масштабами, зоря порівняно близька до Сонця (13,8 світлових роках), ця система вважається найближчою до нас потенційно придатною до життя, що привертає багато уваги астрономів.
| Назва планети | Маса (M⊕)         | Період обігу (днів) | Велика піввісь орбіти (а.е.) | Ексцентриситет орбіти |
| ------------- | ----------------- | ------------------- | ---------------------------- | --------------------- |
| Вольф 1061 b  | 0,00428 ± 0,00072 | 4,8876 ± 0,0014     | 0,035509 ± 0,000007          | 0                     |
| Вольф 1061 c  | 0,0134 ± 0,012    | 17,867 ± 0,011      | 0,08427 ± 0,00004            | 0,19 ± 0,13           |
| Вольф 1061 d  | 0,0164 ± 0,0021   | 67,27 ± 0,12        | 0,2039 ± 0,0002              | 0,32 ± 0,16           |